# Tipo de dato real
El tipo de dato real es un tipo de dato en programas informáticos que representa la aproximación de un número real.
Al igual que los números enteros, el tipo real está limitado superior e inferiormente según la cantidad de memoria que haya disponible para almacenarlo. Otro elemento importante a tener en cuenta en este tipo de datos es la precisión con que se pueden representar números con decimales, cuántos decimales se pueden representar. Esta característica también está directamente relacionada con la cantidad de memoria disponible para almacenar un valor real.

## Ejemplo
A modo de ejemplo, en la tabla siguiente se muestran los rangos así como los formatos de almacenamiento para los tipos reales fundamentales para un determinado lenguaje de programación.
Tipos reales fundamentales en Pascal:
```
 Tipo      Rango                                        Dígitos          Tamaño
                                                        significativos   en bytes
 ---------------------------------------------------------------------------------
 Real48    2.9 x 10^-39          .. 1.7 x 10^38                11 – 12          6
 Single    1.5 x 10^–45          .. 3.4 x 10^38                 7 –  8          4
 Double    5.0 x 10^–324         .. 1.7 x 10^308               15 – 16          8
 Extended  3.6 x 10^–4951        .. 1.1 x 10^4932              19 – 20         10
 Comp      –2^63+1               .. 2^63 –1                    19 – 20          8
 Currency  –922337203685477.5808 .. 922337203685477.5807       19 – 20          8
```

Cuando la precisión que admite un valor real es rebasada el valor de este se trunca o se redondea. Por ejemplo si el máximo número de dígitos decimales que puede albergar un tipo real es 10 la siguiente operación:
a = 123,123456789 / 100
debería dar como resultado que a es igual a 1,23123456789, pero este valor tiene 11 decimales, por lo que el valor de a será uno de estos:
- Truncando: a = 1,2312345678
- Redondeando: a = 1,2312345679

## Operaciones
Las típicas operaciones aritméticas:
- Suma
- Resta
- Multiplicación
- División

## El desbordamiento (overflow)
Cuando operando con números reales en un programa de ordenador ocurre que se intenta asignar a una variable un valor que está fuera del rango de los valores que se pueden representar se produce un fallo que se conoce con el nombre de desbordamiento (overflow en inglés). Cuando esto ocurre lo habitual es que el programa siga funcionando como si nada hubiera pasado, pero el valor desbordado se habrá convertido en un valor indeterminado con lo que las operaciones posteriores en las que este valor intervenga producirán resultados incorrectos.